# 乌克兰驻西班牙大使馆
乌克兰驻西班牙大使馆位於西班牙馬德里，是乌克兰驻西班牙外交使团的所在地。 

## 历史
1918年俄羅斯帝國滅亡后，乌克兰首次獨立。西班牙王国隨後承认乌克兰。 1918年，烏克蘭方面任命首位駐驻西班牙外交代表。俄国内战期间，红军占领了乌克兰大部分地区，烏克蘭不久成為苏联的一部分。
苏联解体后，乌克兰再次独立。1991年12月31日，西班牙再度承认乌克兰。 1992年1月30日，两国建立外交关系。1995年6月，烏克蘭驻西班牙大使馆开馆。 
2022年11月30日，烏克蘭駐西班牙大使馆发生爆炸。當時寄往大使馆的一封信引爆了爆炸装置。爆炸导致1人的右手无名指受伤。 